# Paroxylakis
Paroxylakis is een geslacht van rechtvleugeligen uit de familie sabelsprinkhanen (Tettigoniidae). De wetenschappelijke naam van dit geslacht is voor het eerst geldig gepubliceerd in 1998 door Ingrisch.

## Soorten
Het geslacht Paroxylakis omvat de volgende soorten:
- Paroxylakis minutus Ingrisch, 1998
- Paroxylakis setosa Ingrisch, 1998
- Paroxylakis slamis Ingrisch, 1998
- Paroxylakis tristis Ingrisch, 1998